# Барди, Джованни
Джованни Ба́рди (итал. Giovanni Maria de’ Bardi; 5 февраля 1534, Флоренция — сентябрь 1612, Рим) — итальянский аристократ (граф Вернио), военный офицер, поэт и композитор. Один из идейных вдохновителей и меценат Флорентийской камераты. Академик (посвящён под именем Incruscato) лингвистической Академии делла Круска (1586).
Барди происходил из семьи флорентийских банкиров, получил фундаментальное классическое образование (знал латынь и греческий), брал уроки музыкальной композиции. В 1553 году поступил на воинскую службу к герцогу Козимо I Медичи, в 1565 году участвовал в знаменитой обороне Мальты от османов. В чине капитана инфантерии войска Максимилиана II сражался с османами в Венгрии. В 1592 году был призван папой Климентом VIII в Рим, где в чине «лейтенант-генерала» папской гвардии служил до 1605 года.
Большой почитатель музыки, Барди спонсировал талантливых музыкантов. Ещё в 1563 году он оплатил обучение Винченцо Галилея в Венеции у Дж. Царлино, также в течение десятилетий финансово поддерживал Дж. Каччини. В перерывах между военными кампаниями, с начала 1570-х гг. до 1592 г. Барди спонсировал деятельность членов Флорентийской камераты (Каччини называл это сообщество «Камератой Барди»), его дом был популярным в тогдашней Флоренции местом встречи музыкантов, литераторов, философов. Под влиянием Дж. Меи во второй половине 1570-х гг. Барди занял критическую позицию по отношению к господствовавшей тогда в Италии музыке полифонического склада, считая её неподходящей для выражения желанных античных аффектов.
Сохранилось четыре мадригала Барди, написанных в консервативной технике «первой практики». Барди также писал поэтические тексты и музыку для интермедий, приуроченных к свадьбам Винченцо Гонзаги и Элеоноры Медичи (1584), Вирджинии Медичи и Чезаре д’Эсте (1586), Фердинандо Медичи и Кристины Лотарингской (1589). Тексты и музыка интермедий Барди по большей части утрачены.
В 1580 году Барди опубликовал трактат о флорентийском кальчо (командной игре, которая рассматривается как предшественница футбола и регби).
Близким другом Барди был Винченцо Галилей, посвятивший ему свой знаменитый «Диалог о древней и современной музыке». Дж. Каччини (который некоторое время был секретарём Барди) посвятил ему свою оперу «Эвридика» (1602). Высоко ценил общественные заслуги Барди Дж. Б. Дони, который опубликовал небольшой трактат Барди «Discorso mandato a Caccini sopra la musica antica e' cantar bene» (написан около 1578).